# 서질
서질(徐質, ? - 254년)은 중국 삼국 시대 조위의 장군이다.

## 행적
가평 5년(253년), 촉한의 대장군 강유가 쳐들어와 국산을 의지하여 두 성을 쌓았을 때, 옹주자사 진태의 계책을 받아들인 정서장군 곽회의 명령으로 진태의 지휘를 받아 남안태수 등애와 함께 토촉호군으로써 국산을 포위했다.
정원 원년(254년), 강유가 적도장 이간의 항복을 받아들이고 쳐들어오자, 맞서 싸워 촉한의 탕구장군 장억을 죽였으나 장억에 비해 배가 넘는 피해를 입었고, 결국 강유에게 패사하였다.

## 《삼국지연의》의 서질
《삼국지연의》에서는 제109회에 등장한다. 보국장군이며 빼어나고 용맹하여, 연희 16년(254년) 강유가 요화와 장익을 선봉에 세우고 출전하자, 사마소에게 선봉을 자처하여 출전했다. 서질은 개산대부(開山大斧)를 가지고 나아가 요화와 장익을 모두 무찔러 촉군을 30리 밖으로 쫓아냈다.
서질의 용맹함을 걱정한 강유는 계책을 내어 서질의 도발에 응하지 않고 철롱산 뒤로 가 목우유마(木牛流馬)로 군량을 나르는 것을 사마소에게 보여 주었고, 사마소는 서질을 보내 수송대를 치게 했다. 그러나 서질은 강유의 계략에 빠져 하후패에게 사로잡혀 죽었다.

## 같이 보기
- 삼국지 인물 목록